# Tamfår
Tamfåret är en domesticerad variant av får. Det är fortfarande omstritt om den ska räknas som egen art Ovis aries  eller som underart till Ovis orientalis.
Fåren producerar ull, kött, mjölk och skinn, vissa raser är specialiserade på en av delarna, medan andra är så kallade kombinationsraser. Tamfåret utvecklade först spinnbar ull efter att ha varit husdjur i flera tusen år. Från första början var det sannolikt köttet som var åtråvärt, snart också mjölken.

## Systematik
Om tamfåret räknas som egen art har den och dess förvildade populationer det vetenskapliga namnet Ovis aries och alla ursprungliga vilda populationer sammanfattas under namnet Ovis orientalis. Denna variant används bland annat av Internationella naturvårdsunionen (IUCN).
Om tamfåret räknas som underart kommer arten (inklusive t.ex. mufflonfår) att heta Ovis aries då Carl von Linnés beskrivning av tamfåret är äldre än alla beskrivningar av ursprunglig vilda populationer. Denna variant används till exempel i Mammal Species of the World (2005).
Båda namnen är giltiga enligt International Commission on Zoological Nomenclature (2003).

## Ursprung
Fåret (Ovis aries) är efter hunden troligtvis människans tidigaste domesticerade husdjur, nära följt av get. Domesticeringen ska ha skett i Iran och Irak för så länge som 11 000 år sedan, möjligen i flera omgångar och på andra håll i Asien. Det har varit omdiskuterat vilka de vilda förfäderna är, eftersom även de vilda fåren finns i många olika underarter. I dag räknas den orientaliska mufflonen som ursprunget. Det är ett bergsdjur som är en mycket säker klättrare, ett beteende som tamfåren i större eller mindre grad har ärvt. De övriga asiatiska vildfåren har ett avvikande kromosomtal som gör det osannolikt att de skulle ha bidragit till tamfåret. Den europeiska mufflon som finns på Korsika och Sardinien kan i själva verket vara en tidig tamform av mufflonen som har förts till öarna under stenåldern. En sorts mellanform mellan mufflon och senare tamfår har överlevt förvildad på den avlägsna skotska ögruppen St Kilda, soayfåret, annars förekommer en mängd olika gamla raser av tamfåret (Ovis aries). Många av dessa finns bara lokalt, och deras ull kan likna den man finner i traktens historiska textilier. Under de senaste tvåhundra åren har ett mindre antal raser blivit dominerande inom världens fåravel.
Ulliga får som vi känner dem utvecklades först efter flera tusen års fårhållning. I början var det alltså kött, skinn och möjligen mjölk som var intressant.

## Ekologi

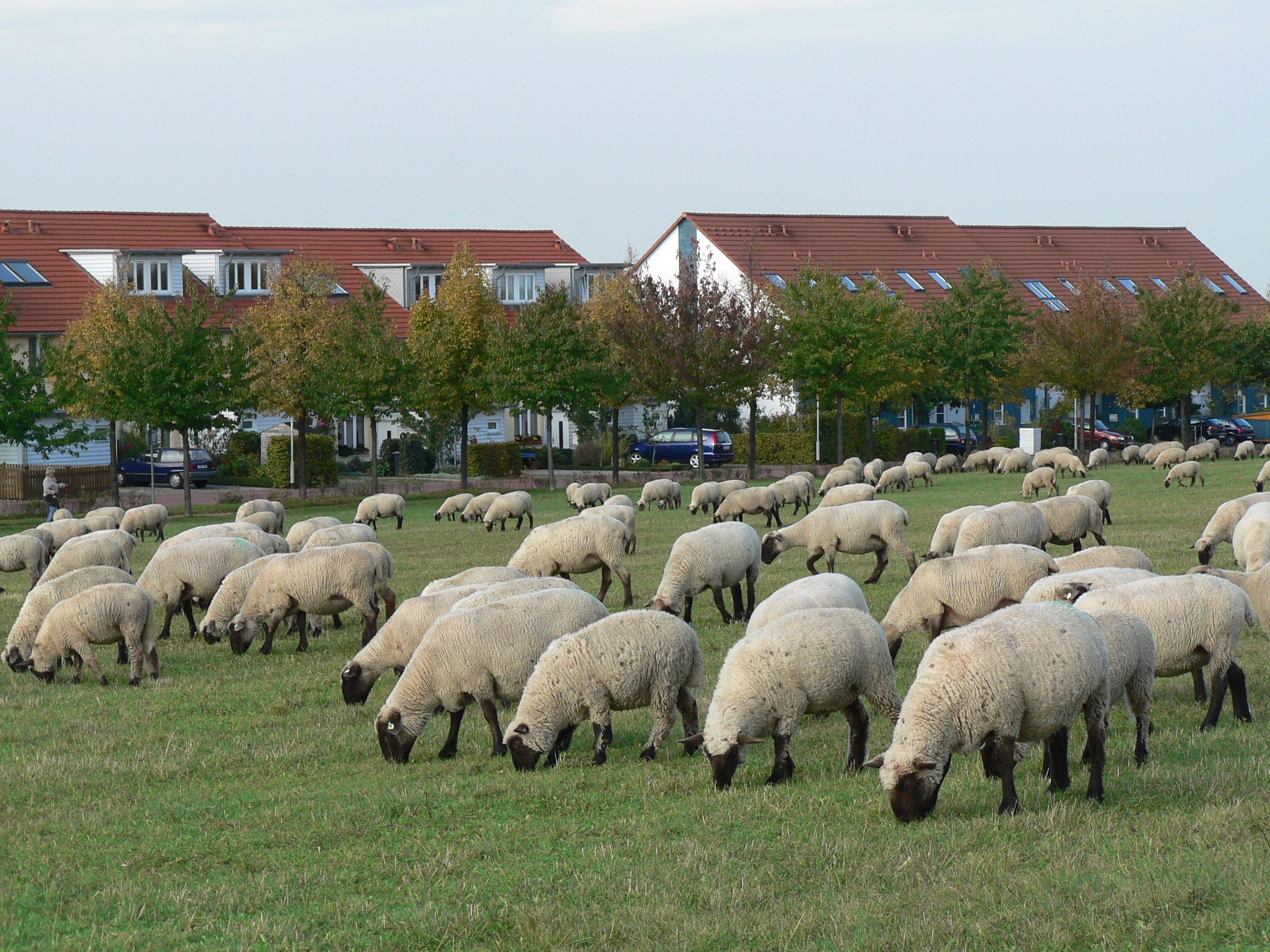
Betande får

Tamfår hålls i högst olika biotoper, från Nordafrikas torra värme till Grönland, från berg till nederländska strandängar. Där de har valet föredrar fåren torr mark, och de lägger sig ofta till vila högt i terrängen. De lever naturligt i flock, och flockbeteendet gör det möjligt för en van herde och en vallhund att driva dem dit man vill.

### Föda
Tamfåret är en idisslare och har fyra magar: våm, nätmage, bladmage och löpmage. De betar allt från gräs och örter till sly, blad och bark från de flesta trädarter, till exempel sälg och asp. Överdriven fårhållning har starkt bidragit till att förstöra den naturliga vegetationen på många håll i världen, inte minst i medelhavsområdet, men i vissa områden kan fårbetet uppskattas för att det motverkar igenväxning.

### Reproduktion
Får kan para sig under större delen av året men de mer ursprungliga raser brunstar främst under hösten och får då sina lamm under våren. Dräktighetstiden är lite under 5 månader.

## Etymologi och terminologi
En fårhona kallas tacka, en hanne kallas bagge och en unge för lamm. En kastrerad bagge kallas hammel. På gotländska kallas vuxna individer lamm och ungar lammungar. Även på det svenska fastlandet säger man ibland lammskinn om fällar från vuxna djur. En fåraherde är en person som har till uppgift att valla; se efter lösgående får.

## Tamfår som nyttodjur

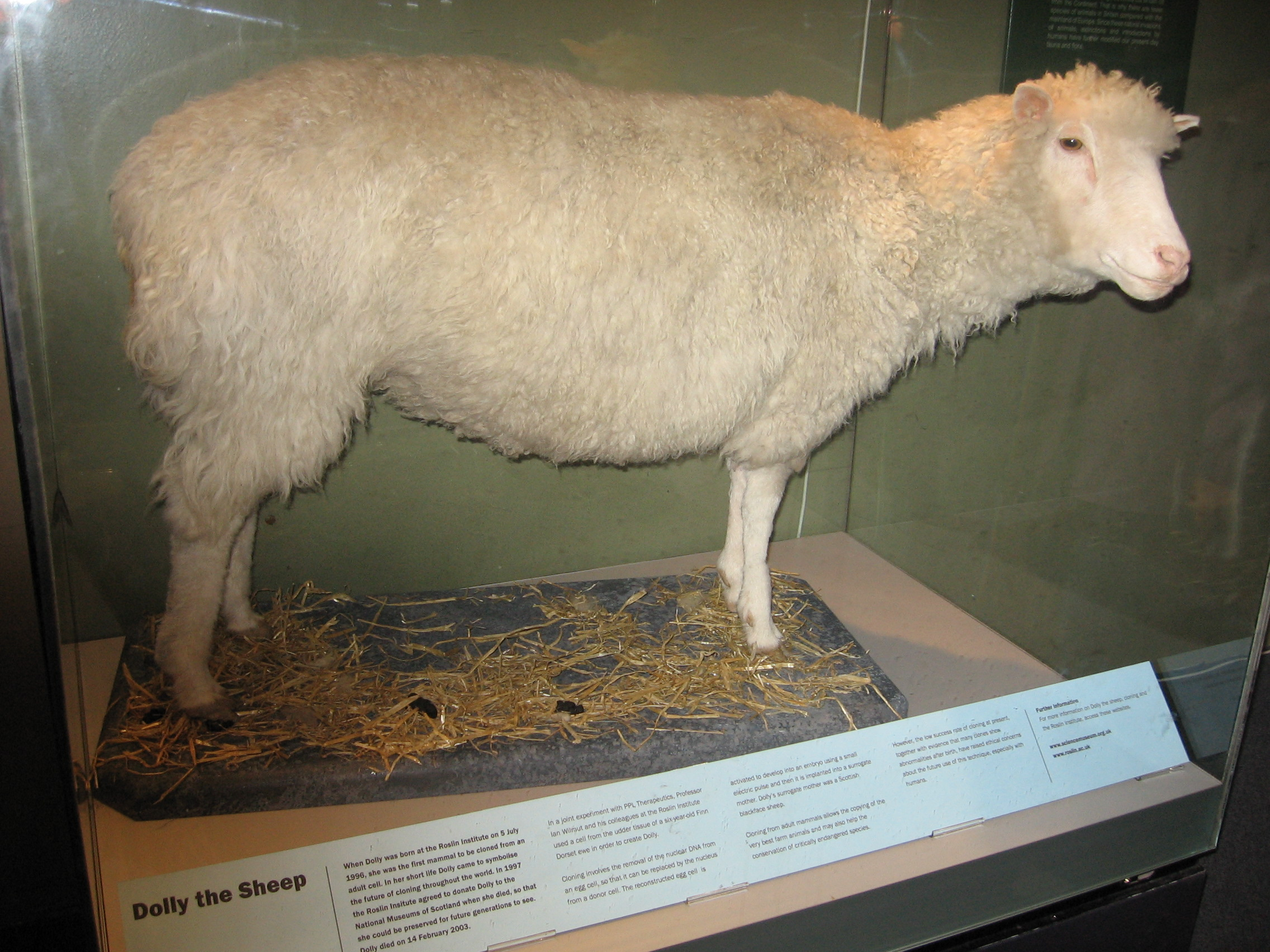
Dolly var världens första klonade däggdjur.

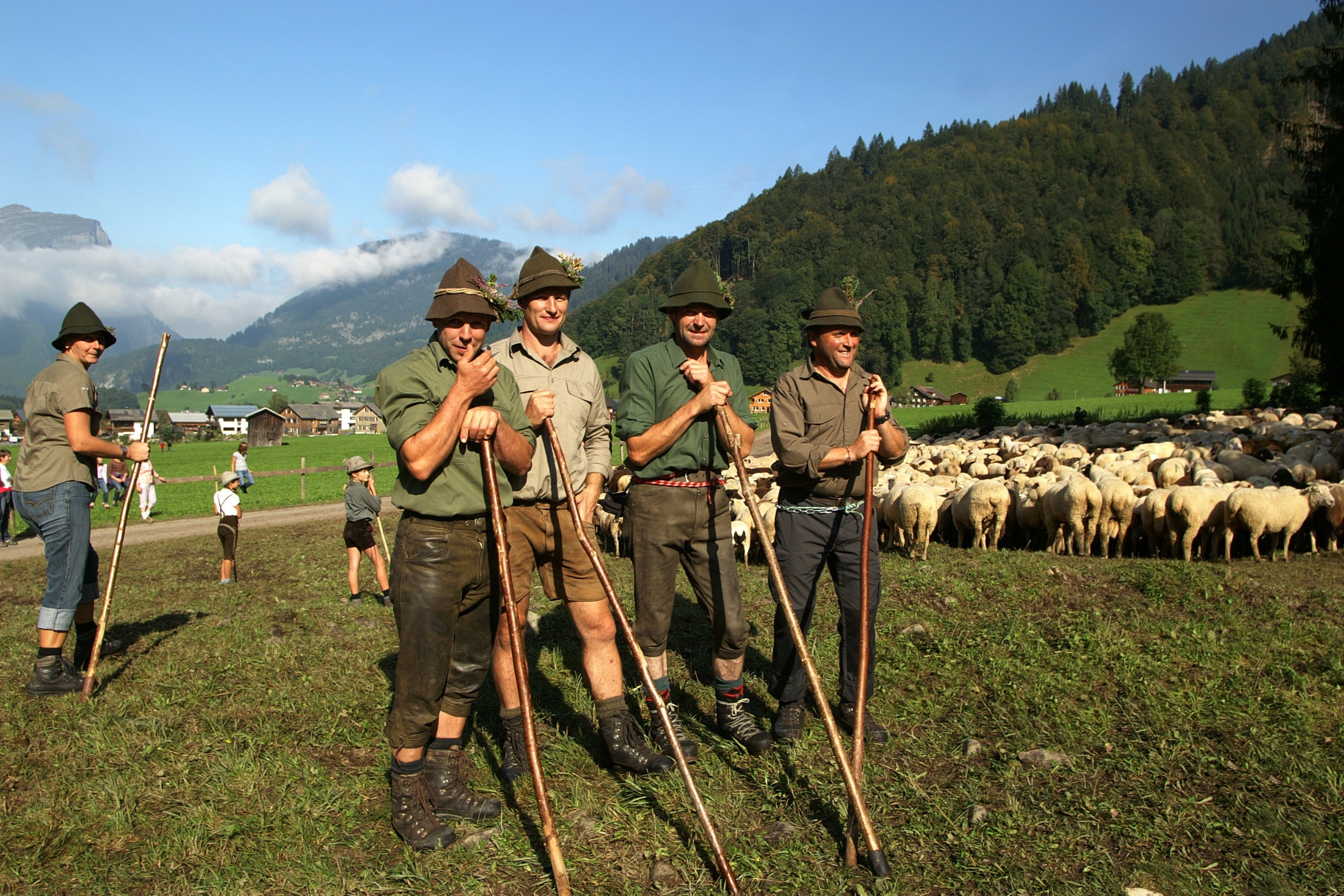
Fåraherdar

Fåren har genom tiderna varit mycket betydelsefulla för människan då de bidrar med både kött, skinn, mjölk och ull till kläder. Fåret har haft oerhört stor betydelse både i hushållsekonomin och tillbaka i historien även i samhällsekonomin, därför att ylletextilier var en viktig handelsvara.

### Fårskötsel
Fårskötseln på en gård är beroende av tillgången till bete, eftersom betet är en förutsättning för att driften ska ge ekonomisk vinst.
Fåren hålls i skötsel för köttets, ullens eller fårmjölkens skull, eller för två eller alla dessa egenskaper. Av mjölken tillverkas det fårost; i många länder är detta en vanlig mejeriprodukt. I Sverige spelar ull- och mjölkproduktionen dock en underordnad roll. Valet av ras beror dels på hurdana betesmarker man har och dels på lammproducentens intresse; om man vill vidareförädla lammskinn eller mjölk eller om man enbart är intresserad av köttproduktion. Vanliga raser för köttproduktion är Texel, Suffolk och Dorset. De som är intresserade av skinn och ull väljer ofta Gotlandsfår, Finullsfår, Leicester eller någon av de andra lantraserna.
Såväl ungbaggen som tackan kan användas i avel redan när de är ett halvår gamla, och är vanligtvis i produktion till 5-8 års ålder. Om det tillåts kan dock får bli 15-18 år gamla. En bagge i sin bästa ålder kan årligen betäcka ända upp till 100 tackor, men vid synkroniserad brunst bör inte mer än högst 40 tackor ingå i gruppen. Betäckningstiden beror på när man vill ha lamningen som inträffar 5 månader senare. Den vanligaste lamningstiden är i april men nu för tiden lammar många på andra tider på året.
Tackorna skall vara i lagom gott hull vid betäckningen och ska så förbli till de har lammat, då föder de friska starka lamm. Foderstaten ökas månaden innan lamningen och hålls hög under digivningen.
När lammen har fötts kan de få tillgång till en lammkammare där bara de små lammen kan komma in och äta kraftfoder och ett spätt hö/ensilage. Lammen kan vänjas av från sina mödrar från 5-6 veckors ålder men tidig avvänjning förutsätter att de har haft tillgång till lammkammare och att de verkligen äter kraftfoder, ca 250 g per dag och lamm. Vad man använder som kraftfoder till tackorna och lammen varierar beroende på tillgång och pris. Man kan använda allt från färdigproducerade pellets till hemmagjorda blandningar med spannmål, soja, betfor, ärtor, rapskaka och mineraler mm i. Alla får och lamm ska alltid ha tillgång till rent friskt vatten och saltsten.
Ovanstående gäller produktion av slaktfår av köttras eller korsningstyp. Andra fårraser behöver mycket mindre kraftfoder, alternativt endast grovfoder av bra kvalité, men har då inte heller samma tillväxt.
Fåren bör klippas två gånger om året; efter avvänjning av lammen och ca en månad innan lamningen. Ullavkastningen är synnerligen växlande för olika raser. Det viktiga är att ullen som man har tänkt att ta hand om hålls ren från hö, kardborrar och gödsel. Levande vikten hos de olika fårraserna varierar mycket från 40–90 kg på tackorna och 60–150 kg för baggarna. Lammen uppnår vuxenvikt vid ca 18 månaders ålder.

#### Vakta får

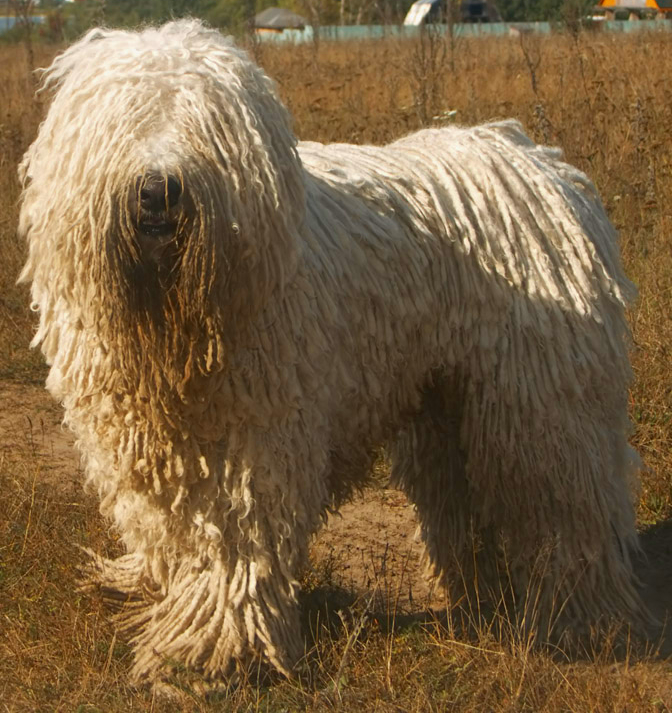
Komondor är en storvuxen och vädertålig boskapsvaktande hundras.

Sedan fårets domesticering har det funnits behov att vakta djuret mot inkräktare som varg, björn och andra rovdjur.
Fåraherdar drev sina får på bete och bodde ute i bergen eller betesmarker i fäbodar och vakade över djuren dag och natt. Boskapsvaktande hundar var arbetande brukshundar med uppgift att skydda frigående djur som får mot rovdjursangrepp. Denna uppgift anses vara en av tamhundens allra äldsta, alltsedan människan började hålla andra husdjur för sin livsmedelsförsörjning.
Till sin hjälp hade de ofta särskilda boskapsvaktare, vakthundar som var storvuxna och vädertåliga, och lite mindre vallhundar som border collie, australian kelpie och puli som vallade fåren men inte var stora nog att gå i närkamp med exempelvis varg eller björn. Den uppgiften togs hand om det storvuxna hundraserna som komondor, maremmano abruzzese, anatolisk herdehund, och kangal. Hundraserna puli och komondor var ett klassiskt par på den ungerska pusztan. Den snabba mindre pulin vallade fåren och den större aggressivare komodoren fungerade avskräckande för varg och vakade på nätterna.

#### Fårskötsel i Sverige

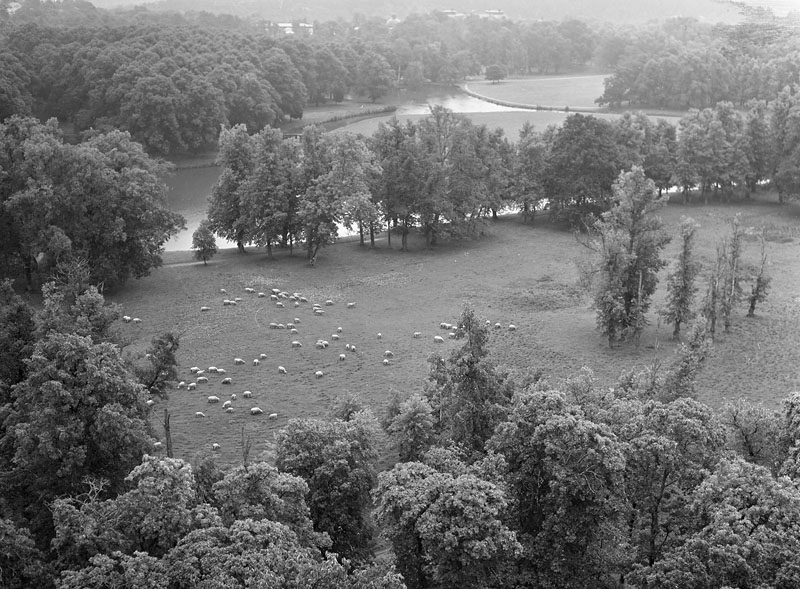
Utsikt över Drottningholmsparken från Götiska tornet. Kungens får på bete 1950

Får har funnits i Sverige sedan yngre stenålder. Ullen har spunnits och vävts till kläder åtminstone sedan bronsåldern. I förhistorisk tid och medeltid var nordiska kortsvansfår allenarådande som typ. På 1600- och 1700-talet importerades på statens initiativ utländska fårraser, och genom olika förordningar sökte man att få bort böndernas inhemska får, då deras ull ansågs att vara grov och olämplig för finare kläder. I modern tid har spillror av de gamla fårtyperna dock fått en renässans. Sveriges vanligaste får pälsfåret är ett förädlat får av nordiskt ursprung.
Vikten på lantrastackor vid 1900-talets början i södra Sverige uppgick till 30–45 kg, medan baggarna var tyngre.
Sveriges fårstam har varit i ständigt avtagande. 1904 bestod den av 1 105 903 djur (ungefär 3/4 av antalet 1865). 2005 fanns det ca 7 000 fårbesättningar med ca 450 000 djur i Sverige.

### Horn och ull
Hornen är oftast svängda bakåt och nedåt. Hos vissa av de mer ursprungliga raserna är båda könen hornbärande, hos andra endast baggarna. Hos många andra raser är båda könen dock kulliga, det vill säga utan horn. Hos enstaka raser, bland annat Jacobsfåret kan baggen ha fyra istället för två horn – ett fenomen som också tidigare har varit känt hos gutefåret.
Olika fårraser har mycket olika ull. Ursprungligt har fåret två olika hårfibrer: täckhår och bottenull. Täckhåren är långa och grova, men bottenullen mycket mjuk. Detta ses fortfarande hos en rad fårraser, till exempel islandsfår eller gutefår. De flesta framavlade fårraser har en enhetlig ull som i fibertjocklek är ett mellanting. Det finns också raser med speciellt finfibrig ull, framför allt merinofåret, men även det svenska finullsfåret. Andra fårraser hålls mest eller uteslutande för köttets skull, och enstaka raser är specialiserade på pälsproduktion, till exempel gotlandsfåret.

### Sjukdomar
Får är mycket tåliga djur, men kan precis som alla andra drabbas av olika typer av sjukdomar. Många gånger fokuseras på epizootier som mul- och klövsjuka, scrapie eller boskapspest. Dock är det vanligare att uppfödningsarbetet utsätts för betydligt allvarligare och vanligare problem än så, där de mest kända sannolikt är olika typer av parasitangrepp eller felaktig utfodring.
Bland de vanligaste problemen inom fåraveln märks:
- dålig fårhälsovård
- dålig klövvård
- felaktig utfodring
- förlossningskomplikationer
- miljöproblem
- parasitangrepp
- olika typer av smitta

#### Brist- och ämnesomsättningssjukdomar hos tackor
- Acidos
- Hypokalcemi (dräktighetsförlamning)

#### Brist- och ämnesomsättningssjukdomar hos lamm
Många av bristsjukdomarna hos lamm har försvunnit i takt med att man lagt mer vikt vid bra utfodring av såväl tackor som lamm.
- Cerebrocortical nekros
- Hypokalcemirelaterad kramp
- Medfödd svaghet hos lamm
- Muskeldegeneration

#### Infektionssjukdomar
Vissa infektionssjukdomar, som till exempel colibacillos, lammdysenteri och enterotoxinemi drabbar företrädesvis lamm.
- Aktinos
- Artrit
- Colibacillos
- Enterotoxinemi (gasbrand)
- Juverinflammation
- Kvarbliven efterbörd
- Lammdysenteri
- Listerios
- Lunginflammation
- Maedi
- Smittsamt muneksem
- Spontanabort (kastning)
- Stelkramp

#### Klövproblem
- Fotröta
- Förvuxna klövar
- Klövspaltinflammation
- Klövböld

#### Organsjukdomar
- Livmoderframfall
- Slidframfall (vaginalprolaps)
- Urinsten

#### Förgiftningar
- Foderförgiftning
- Kopparförgiftning

#### Hudparasiter
- Fästing och fästingburna sjukdomar som bölder och ledinflammation
- Ohyra - pälslus, stora lusflugan
- Skabb - fotskabb, fårskabb, huvudskabb
- Sårflugor

#### Inälvsparasiter
- Coccidier
- Leverflundror - stora och lilla leverflundran
- Mag- och tarmmaskar - rundmask, bandmask
- Lungmaskar

### Ull- och pälsproduktion

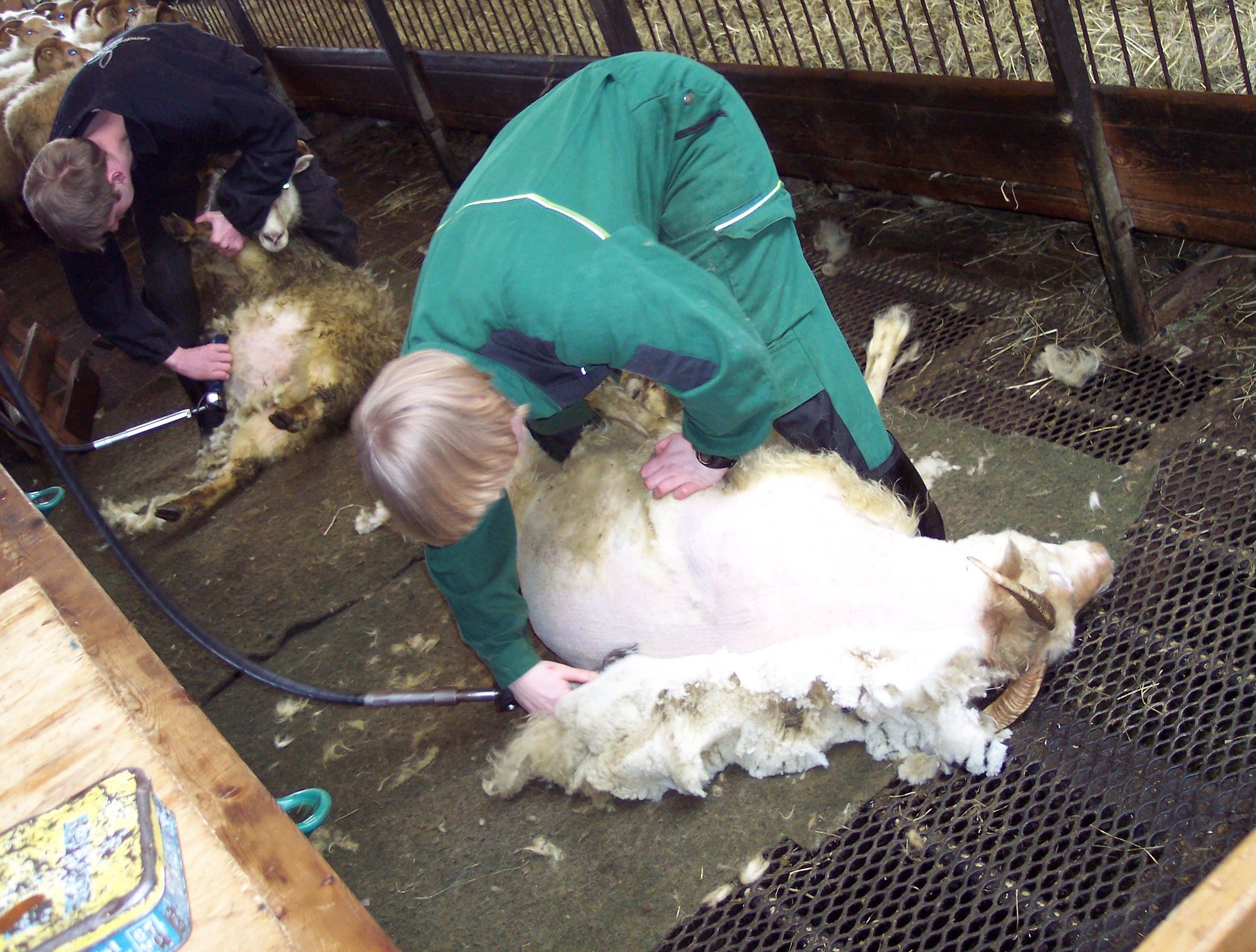
Fårklippning på Island

- ull
- lammskinn

### Köttproduktion

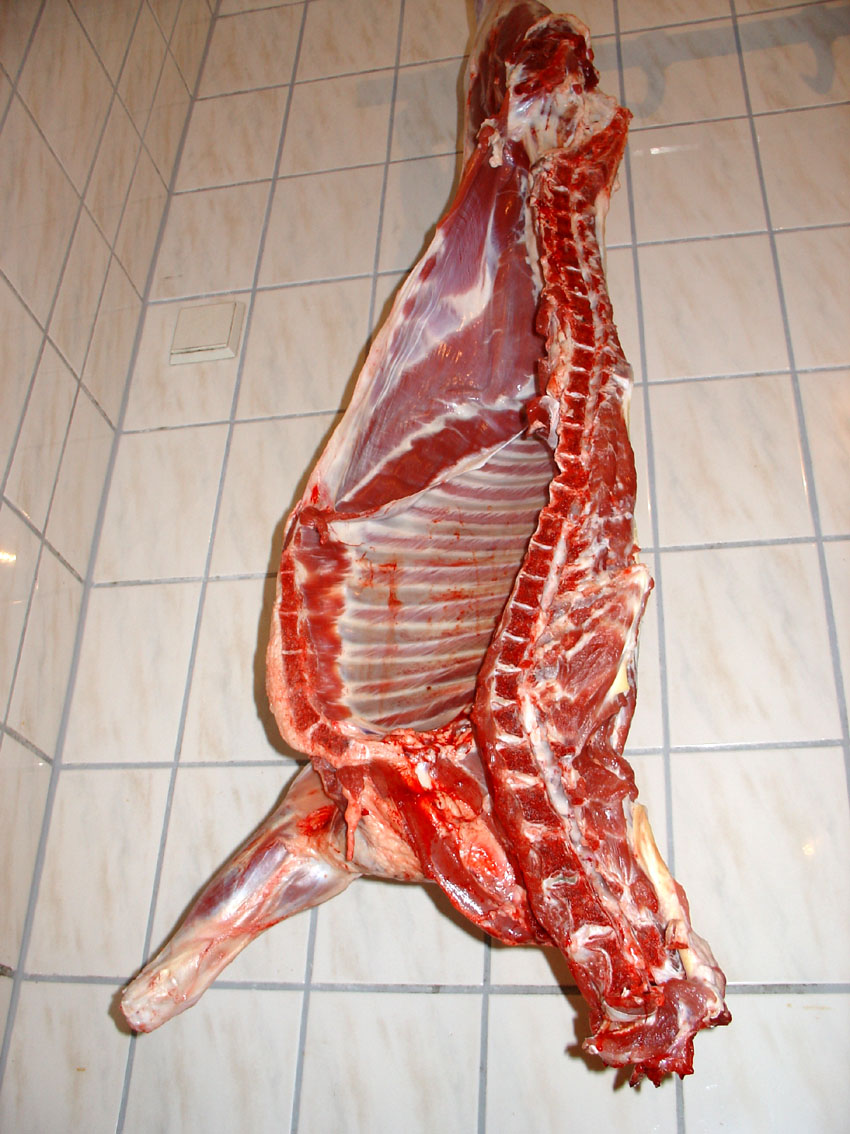
Ett halvt slaktat får

Flest lamm föds under våren men det kommer att planas ut då andra raser ökar i mängd och fler vill slakta dem på vintern och våren. Att man väljer denna tid på året för slakt kan dels bero på hur mycket betesmarker och vilka byggnader man har, men framför allt beror det på att nya producenter inte får kontrakt vid Swedish Meats att slakta sina lamm under hösten.
Tabellen nedan redovisar produktionen av får- och lammkött i kg/person.
| Land/region    | 1979-1981 | 1990  | 2003  |
| -------------- | --------- | ----- | ----- |
| Hela världen   | 1,2       | 1,3   | 1,25  |
| Afrika         | 1,8       | 2,5   | 1,3   |
| Australien     | 38,0      | 37,0  | 30,3  |
| Brasilien      | -         | 0,4   | -     |
| Bulgarien      | 7,5       | 6,5   | 4,9   |
| Chile          | 5,0       | 3,0   | 0,6   |
| Danmark        | 0,2       | 0,2   | 0,3   |
| Finland        | 0,2       | 0,2   | 0,1   |
| Frankrike      | 3,0       | 3,0   | 2,2   |
| Grekland       | 8,0       | 9,5   | 0,5   |
| Nederländerna  | 1,5       | 1,0   | 0,9   |
| Indien         | -         | 0,2   | -     |
| Iran           | 6,0       | 5,0   | 5,0   |
| Irland         | 13,0      | 24,0  | 16,0  |
| Island         | 66,0      | 40,0  | 30,3  |
| Italien        | 1,2       | 1,3   | 1,0   |
| Kina           | -         | -     | 1,4   |
| Marocko        | 4,0       | 3,5   | 3,4   |
| Nigeria        | -         | 0,8   | -     |
| Norge          | 4,2       | 6,0   | 5,4   |
| Nya Zeeland    | 183,0     | 162,0 | 141,0 |
| Sovjetunionen  | 3,3       | 3,0   | -     |
| Spanien        | 4,5       | 6,0   | 5,1   |
| Storbritannien | 4,5       | 6,0   | 5,1   |
| Sudan          | -         | -     | 4,3   |
| Sverige        | 0,6       | 0,7   | 0,4   |
| Tyskland       | -         | 2,1   | 0,5   |
| Uruguay        | 13,0      | 20,0  | 7,9   |
| USA            | 0,7       | 0,6   | 0,3   |

### Mjölkproduktion
I Sverige är fårmjölksproduktionen begränsad, men desto vanligare i andra delar av världen. Ingen större produktion uppges emellertid förekomma i USA, Australien och Nya Zeeland. Tabellen  visar produktionen i tusentals ton. Vid ostproduktion är tumregeln att det går åt tio liter mjölk för att producera ett kg ost.
| Område     | Fårmjölk | Getmjölk |
| ---------- | -------- | -------- |
| Världen    | 2 922    | 3 748    |
| Europa     | 1 028    | 765      |
| Sydamerika | 12       | 54       |
| Asien      | 1 308    | 2 028    |
| Afrika     | 573      | 901      |

### Biprodukter från tamfår
Större delen av fåret, förutom själva slaktkroppen för köttets skull, kan utnyttjas:
- Pälsen - till lammskinn, kläder, garn, med mera
- Inälvor som hjärta, tunga, njure, bräss och lever - som livsmedel
- Skallen - som livsmedel
- Tarmar - till fjälster vid korvtillverkning och i vissa länder till traditionella maträtter, som kokoreç i Turkiet.
- Övriga organ och annat avfall kan användas för biogasproduktion eller annan energiproduktion.

## Tamfår i kultur och folktro
Fårens betydelse märks bland annat i de religiösa uttrycken Herren är min herde, man pratar om Lejonen och lammen. Symboliskt sett representerar fåren i kristen mytologi ofta de goda och rättfärdiga människorna, medan getterna representerar de onda och förtappade.  Att kalla någon för ett "svart får" betyder att den personen anses vara annorlunda och skamlig i en grupp av andra normala personer. Uttryckets ursprung kommer från att när ett svart lamm föddes förr i tiden, så ansågs det vara ett tecken från djävulen. 

## Raser
Lista över fårraser (i urval):
- Dalafår
- Dorset
- Gotlandsfår
- Gutefår
- Finullsfår
- Île-de-France
- Islandsfår
- Karakul
- Leicester
- Manx Loaghtan
- Merinofår
- Mufflonfår
- North Ronaldsayfår
- Ostfrisiskt mjölkfår
- Oxford down
- Rambouillet
- Roslagsfår
- Ryafår
- Romanov
- Suffolk
- Texel

I Frankrike avlades den minsta fårrasen fram, Ouessantfår, den har en vikt på 13 till 16 kilogram och når bara en mankhöjd omkring 45 centimeter.

### Sverige

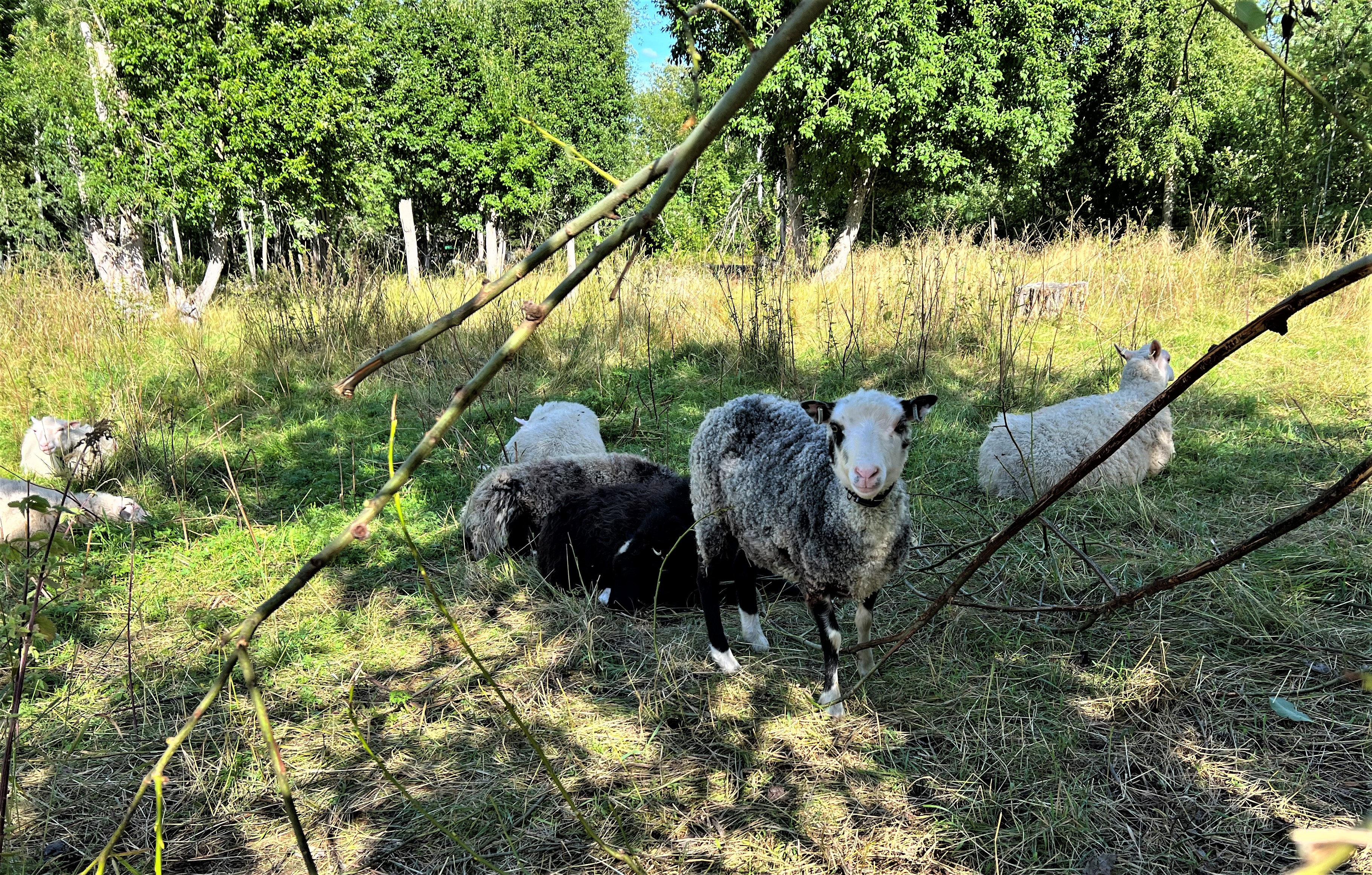
Svärdsjöfår, en hotad lantras i Dikarbackens odlingslandskap i Falun.

I Sverige finns ett femtontal fårraser, såväl inhemska som importerade, varav gotlandsfåret står för drygt 18 000 av de ca 35 000 tackor som är registrerade i det svenska bestånds- och avelsregistret Fårkontrollen. Andra större raser i Sverige är svenskt finullsfår, med ca 4 400 tackor, gutefår (ca 3 200 tackor) och holländska texel (2 300 tackor). Allmogefår, som är ett samlingsbegrepp för nio mindre svenska lantraser, hade 2011 sammanlagt ca 3 600 tackor, varav 1 400 var värmlandsfår.
Fårkontrollen har valt att indela det svenska fårbeståndet i fyra rasgrupper:[källa behövs]
- Pälsfår: Hit räknas gutefår och gotlandsfår.
- Vita lantraser: I gruppen ingår svenskt finullsfår, ryafår och allmogefår (ett samlingsbegrepp för nio svenska lantraser).
- Tyngre korsningsraser/köttraser: Här återfinns texel, Leicester, Dorset, Suffolk, ostfrisiskt mjölkfår, Shropshire, Dalasau och Oxford down.
- Korsningsgruppen: Gruppen kallas ibland för sveafår och kan, som namnet antyder, innehålla korsningar mellan lantraserna och de tyngre köttfåren.

## Fårbestånd
Tabellerna visar antalet får i tusental.

### Europa
| Land           | 1975    | 1985    | 1995    | 2005    | 2010   |
| -------------- | ------- | ------- | ------- | ------- | ------ |
| Europa         | 124 535 | 137 511 | 180 786 | 137 351 |        |
| Danmark        | 61      | 52      | 145     | 141     | 159    |
| Finland        | 124     | 68      | 80      | 115     | 125    |
| Frankrike      | 10 568  | 12 676  | 10 320  | 9 113   | 7 922  |
| Grekland       | 8 274   | 8 258   | 8 802   | 9 000   | 8 966  |
| Nederländerna  | 760     | 814     | 1 674   | 1 236   | 11 295 |
| Irland         | 2 711   | 3 081   | 5 775   | 4 556   | 4 565  |
| Island         | 864     | 709     | 458     | 454     | 479    |
| Italien        | 7 995   | 11 098  | 10 681  | 8 200   | 8 012  |
| Norge          | 1 639   | 2 414   | 2 524   | 1 417   | 2 308  |
| Ryssland       | -       | -       | 31 818  | 15 494  | 19 849 |
| Sovjetunionen  | 145 305 | 142 876 | -       | -       | -      |
| Spanien        | 16 257  | 17 520  | 23 058  | 22 500  | 18 551 |
| Storbritannien | 29 967  | 23 946  | 43 304  | 35 500  | 31 084 |
| Sverige        | 385     | 426     | 462     | 450     | 564    |

### Asien
| Land         | 1975    | 1985    | 1995    | 2005    | 2010    |
| ------------ | ------- | ------- | ------- | ------- | ------- |
| Asien (hela) | 283 834 | 341 255 | 440 649 | 457 926 |         |
| Indien       | 40 540  | 46 930  | 54 131  | 62 500  | 73 991  |
| Iran         | 28 085  | 40 000  | 50 889  | 54 000  | 49 500  |
| Israel       | 197     | 267     | 327     | 390     | 445     |
| Japan        | 12      | 24      | 20      | 11      | 12      |
| Kazakstan    | -       | -       | 24 273  | 11 287  | 14 660  |
| Kina         | 94 700  | 95 194  | 117 445 | 170 882 | 176 900 |
| Mongoliet    | 14 503  | 13 391  | 13 787  | 11 686  | 14 480  |
| Pakistan     | 17 454  | 25 037  | 29 065  | 24 900  | 27 757  |
| Syrien       | 5 809   | 10 993  | 12 075  | 15 310  | 15 511  |
| Turkiet      | 40 539  | 40 391  | 35 646  | 25 201  | 21 794  |
| Turkmenistan | -       | -       | 6 100   | 14 267  | 13 600  |

### Afrika
| Land          | 1975    | 1985    | 1995    | 2005    | 2010   |
| ------------- | ------- | ------- | ------- | ------- | ------ |
| Afrika (hela) | 161 219 | 187 472 | 208 623 | 253 619 |        |
| Algeriet      | 9 773   | 15 660  | 17 302  | 18 700  | 22 868 |
| Etiopien      | 23 078  | 23 000  | 10 900  | 17 000  | 25 509 |
| Kenya         | 2 945   | 7 000   | 8 204   | 10 000  | 17 562 |
| Marocko       | 14 800  | 12 862  | 13 389  | 17 026  | 18 023 |
| Nigeria       | 5 379   | 10 359  | 14 000  | 23 000  | 10 917 |
| Sudan         | 13 774  | 19 709  | 37 180  | 48 000  | 52 079 |
| Sydafrika     | 30 989  | 30 256  | 28 784  | 25 316  | 24 501 |

### Sydamerika
| Land       | 1975    | 1985    | 1995   | 2005   | 2010   |
| ---------- | ------- | ------- | ------ | ------ | ------ |
| Sydamerika | 101 543 | 100 032 | 84 822 | 68 884 |        |
| Argentina  | 34 691  | 28 750  | 15 245 | 12 450 | 15 025 |
| Bolivia    | 7 694   | 7 804   | 7 884  | 8 550  | 8 701  |
| Brasilien  | 17 828  | 18 659  | 18 336 | 14 182 | 17 380 |
| Chile      | 5 644   | 5 800   | 4 625  | 3 400  | 3 644  |
| Colombia   | 1 920   | 2 500   | 2 540  | 2 180  | 1 791  |
| Peru       | 15 280  | 12 787  | 12 570 | 14 000 | 14 159 |
| Uruguay    | 15 069  | 21 196  | 20 250 | 9 712  | 7 710  |

### Övriga
| Land        | 1975    | 1985    | 1995    | 2005    | 2010   |
| ----------- | ------- | ------- | ------- | ------- | ------ |
| Australien  | 151 653 | 149 747 | 120 862 | 106 000 | 68 085 |
| Nya Zeeland | 55 320  | 67 851  | 48 816  | 40 000  | 32 562 |
| Kuba        | 330     | 378     | 1 309   | 2 600   | 2 361  |
| USA         | 14 515  | 10 716  | 8 989   | 6 135   | 5 620  |

Officiell statistik om får
I Sverige har antalet får ökat under 2000-talet och det översteg 620 000 år 2011. På Jordbruksverkets webbplats publiceras årligen statistik om antalet får i Sverige i det Statistiska meddelandet om husdjur. I Eurostats databas publiceras statistik om antal får i Europa under kategorin Agriculture och underkategorin Regional Agriculture Statistics. I FAO:s databas publiceras statistik om antal får i världen under kategorin Production och underkategorin Live Animals.